# Prionostemma synaptus
Prionostemma synaptus is een hooiwagen uit de familie Sclerosomatidae.